# Brachycaudus amygdalinus
Brachycaudus amygdalinus är en insektsart. Brachycaudus amygdalinus ingår i släktet Brachycaudus och familjen långrörsbladlöss. Inga underarter finns listade i Catalogue of Life.